# Народоосвободителен батальон „Мирче Ацев“
Народоосвободителен батальон „Мирче Ацев“, още Първи батальон на Втора оперативна зона на НОВ и ПОМ е комунистическа партизанска единица във Вардарска Македония, участвала в така наречената Народоосвободителна войска на Македония. Денят на основаването и се чества в Северна Македония като „Ден на армията“.

## Дейност
Създаден е на 28 август 1943 година в района на Втора оперативна зона в Славей планина. Състои се от 200 бойци от Битолско-преспанския партизански отряд „Даме Груев“, Велешкия народоосвободителен партизански отряд „Димитър Влахов“, Прилепски народоосвободителен партизански отряд „Гьорче Петров“ и новодошли бойци от района на Дебърца. Към 10 септември 1943 г. батальонът се състои 205 души, от които 4 евреи и 1 влах. Членове на ръководството са:
- Наум Веслиевски – Овчарот, командир
- Мите Тръпковски – Войводата, заместник-командир
- Стоилко Иванов – Даскало, политически комисар
- Йосиф Йосифовски – първи политически комисар
- Траян Белев – Гоце, заместник-политически комисар
- Ели Аргировска
- Димитър Берберовски
- Бано Русо – Коки – политически комисар на първа чета
- Жамила Колономос – Цвета – заместник-политически комисар на трета чета

Батальонът извършва нападение над италианска карабинерските станции при селата Лешани, Велмей и Белчища на 7 септември 1943, разрушава три моста на пътя Кичево-Охрид, изсича 130 ПТТ стълбове, запалва жандармерийската станция в Сливово на 11 септември, влиза в Кичево на 12 септември и участва в разоръжаването на италианския гарнизон. В началото на октомври се обединява с Първи косовско-метохски народоосвободителен батальон „Рамиз Садику“ и Втори кичевски народоосвободителен батальон и водят сражения край Извор, Кленоец, железопътната станция край Подвис, и извършват диверсии по пътя Ресен-Битоля.
На 24 октомври води сражение с български части на планината Баба Сач от ресенския гарнизон. В началото на ноември, отбранявайки Дебърца заедно с други части на НОВМ, води сражения с германски и балистки единици край Кичево, Ращани и планината Буковик. На 11 ноември 1943 в село Сливово се включва в състава на Първа македонско-косовска ударна бригада.